# Blackwell (Durham)
Blackwell – wieś w Anglii, w hrabstwie ceremonialnym Durham, w dystrykcie (unitary authority) Darlington. Leży 30 km na południe od miasta Durham i 348 km na północ od Londynu.